# ジョン・ロス (北極探検家)
サー・ジョン・ロス（英: Sir John Ross, 1777年6月24日 - 1856年8月30日、バス勲章）は、スコットランドの海軍少将であり、北極探検家である。

## 伝記
ロスはスコットランドのストランラーに近いインチの牧師アンドリュー・ロスの息子として生まれた。1786年、9歳の時に実習生としてイギリス海軍に入った。1789年まで地中海艦隊で勤務し、その後海峡艦隊に移った。1808年にはスウェーデン海軍に転籍している。1812年には中佐になった。
6年後の1818年、イギリス海軍本部が組織した北極探検隊指揮を任された。これは北西航路を発見する最初の試みだった。探検の目的はカナダ北部に浮かぶ諸島を縫って北極海に入り、ベーリング海峡から太平洋に出るという、新たなアジア向け航路を開拓することだった。また航海の途中では海流、潮、氷の状態および磁力を定期的に測定し、生物・鉱物の標本を集めることも任務とされた。4月、ロス率いる探検隊はイザベラ号とアレクサンダー号に分乗しロンドンを出航、8月にはカナダのランカスター海峡に到着した。
ロスが参考にしていた17世紀のイギリス人探検家ウィリアム・バフィンが著した記録によると、その奥に未知の航路が続いているはずであった。しかしロスは海峡の奥に巨大な山脈がそびえているとして探検を打ち切った。ロスは実際には蜃気楼であったこの山脈を「クロッカー・ヒルズ」と名付け、一等航海士ウィリアム・エドワード・パリーやエドワード・サビーンなど部下の反対があったにもかかわらず帰還してしまった。この探検の功によりロスは大佐に昇進するが、航海記録が1年後に出版されるやクロッカー山脈の存在には疑問が持たれ、識者の多くは探検続行を唱えた部下たちの側に立った。他の面でもこの遠征での成果は乏しく、彼の評判を幾らか傷付けた。
1829年、ロスは間違っていたことを認め、友人の一人フェリックス・ブースに再度の遠征の費用を手配してくれるよう説得した。その年の5月、このときは外輪船ビクトリー号で出発した。この遠征隊はランカスター海峡を過ぎて未踏の領域に入ったが、そこで氷に閉じ込められた。このため帰還までに実に4年間を要することとなったが、幸い地元のイヌイットの協力を取り付けカナダ北部を陸路探検する機会を得ることができた。これらの探検により、ロスはブーシア半島で磁北極を発見した。
1832年、ロスと乗組員は最終的に船を放棄し、かなり前に別の遠征隊が放棄していた難破船まで移動した。1年後、解氷期を待ってその船に搭載されていた舟艇で出発、イギリス船に巡り会いついに氷海から脱出することができた。「この印象的な経験はロスの隊が集めた科学的また民俗学的情報とともに、ロスが長く求めていた名声をもたらした」しかし、ロスはその地図製作についてはまたしても議論に巻き込まれた。ロスの甥、ジェイムズ・クラーク・ロスが1830年にジェイムズロス海峡で3つの島を地図に収め、それらをボーフォート諸島と命名した。ジョン・ロスはそれらの諸島を見たことは無かったが、8つないし9つの島を地図に入れ、それらをクラレンス諸島と名付けていた。
いずれにせよこの冒険によりロスは極地探検家としての地位を確立し、イギリスとフランスの地理学者達から金メダルを授与され、スウェーデンのポールスター爵位など様々な外国の勲位を受け、翌1834年にはイギリスのナイトとバス勲章を受けた。
1850年、ロスは70歳を過ぎた高齢ながら北極海域への3度目の航海を試み、このときは1818年の探検を共にした部下、ジョン・フランクリンの遠征隊を捜索したがついに発見には至らなかった。翌年ロスは将官に昇進。帰国するとスコットランドに隠棲していたが、1856年にロンドンで死んだ。

## 著作
ロスの著作に以下のものがある。
- Ross, J. (1819). イギリス海軍省の命令で行われた探検航海、英国海軍の艦船イザベラ号とアレクサンダー号、バフィン湾を探検し北西航路の可能性を求めることを目的とする. London: J. Murray., OCLC 4559652
- Ross, J., & Ross, J. C. (1835). 北西航路を探求し、北極地域の住人を調査する2回目の航海の物語、期間：1829年-1833年. London: A.W. Webster., OCLC 1113450
- Ross, J. (1838). デ・サマレス提督の自叙伝と交信。家族が所有する原稿から. London: R. Bentley., OCLC 176864